# Frank Rakow
Frank Rakow (* 1949) ist ein deutscher Fachjournalist und Verleger auf dem Gebiet der Jagd.
Er war von 2009 bis 2013 Chefredakteur der Fachzeitschriften Deutsche Jagd-Zeitung und Jagen Weltweit.

## Leben
Frank Rakow ist seit den 1970er Jahren als Jagdjournalist tätig, fast ausschließlich im Paul Parey Verlag. Von 1974 bis 1985 war er Redakteur bei Wild und Hund, nur unterbrochen durch eine gut zweijährige Tätigkeit als Redakteur der Zeitschrift Jäger in den Jahren 1976 bis 1978.
Von 1989 bis 2004 führte er als Inhaber den auf Jagd- und Forstliteratur spezialisierten Nimrod-Verlag mit Sitz in Hanstedt-Bode. Zu den von Rakow verlegten Autoren gehörten unter anderem Andreas Gautschi, Albrecht Milnik und Rolf Hennig.
2004 kehrte er wieder als Redakteur zur Wild und Hund zurück. Im Zuge einer Neustrukturierung im Parey-Zeitschriftenverlag wurde Frank Rakow 2009 als Nachfolger von Andreas Rockstroh zum Chefredakteur der Deutschen Jagd-Zeitung und von Jagen Weltweit ernannt. Diese Position hatte er bis 2013 inne.
Ehrenamtlich engagierte er sich unter anderem von 2002 bis 2006 als Schriftführer im Vorstand der Jägerschaft des Landkreises Uelzen e.V. Ab 1986 gehörte er zudem zeitweilig der Schriftleitung des Jahrbuchs Deutscher Falkenorden: Berichte über Falknerei, Greifvogelschutz und Greifvogelkunde an.